# Stipe Pletikosa
Stipe Pletikosa [ˈstiːpɛ ˈplɛtikɔsa] (* 8. Januar 1979 in Split, SFR Jugoslawien) ist ein ehemaliger kroatischer Fußballspieler.

## Karriere

### Verein
Pletikosa wurde in der kroatischen Küstenstadt Split geboren und spielte zu Beginn seiner Fußballkarriere als Torhüter bei seinem Heimatverein Hajduk Split. In seinen ersten beiden Spielzeiten als Profi wurde er jeweils nur einmal eingesetzt. In der Saison 1998/1999 absolvierte er 19 Spiele und konnte sich als Stammtorhüter bei Split durchsetzen. Pletikosa sicherte sich 2000 mit seiner Mannschaft den kroatischen Pokal und gewann 2000/01 mit Hajduk auch den kroatischen Meistertitel. In den Jahren 2000, 2001 und 2003 wurde Pletikosa mit Split jeweils kroatischer Vizemeister. Bei Hajduk Split absolvierte er insgesamt 175 Spiele in der kroatischen Liga und im Pokal und schoss dabei fünf Elfmetertore. Im Europapokal wurde er für den kroatischen Meister von 2001 15-mal eingesetzt und schoss zwei Strafstoßtore.
Pletikosa unterschrieb im Juli 2003 einen Fünfjahresvertrag beim ukrainischen Verein Schachtar Donezk. Mit Donezk gewann er 2004 den ukrainischen Pokal und wurde in der Saison 2003/04 Vizemeister.
Anfang des Jahres 2007 wechselte er von Donezk zu Spartak Moskau. Im Sommer 2011 wechselte er zum FK Rostow. Nachdem im Sommer 2015 sein Vertrag bei den Russen ausgelaufen war und er vereinslos war, wechselte er im Januar 2016 nach Spanien zu Deportivo La Coruña.

### Nationalmannschaft
Bei der Junioren-Fußballweltmeisterschaft 1999 in Nigeria war Pletikosa Stammtorhüter der kroatischen Nationalmannschaft.
Am 10. Februar 1999 absolvierte er für die kroatische Fußballnationalmannschaft gegen Dänemark sein erstes Länderspiel. Mit damals 20 Jahren wurde er in der Halbzeit für den Torhüter Marijan Mrmić eingewechselt. Der Kroate nahm an der Fußball-Weltmeisterschaft 2002 in Japan und Südkorea teil. Seine Mannschaft schied in der Vorrunde aus, jedoch spielte Pletikosa alle drei Spiele als Stammtorhüter. Aufgrund seiner Leistungen bei der WM wurde er in Kroatien zum Spieler des Jahres 2002 gewählt.
In den acht Qualifikationsspielen zur Europameisterschaft 2004 in Portugal kassierte die kroatische Nationalmannschaft nur vier Gegentore, was auch dem jungen Stammtorhüter Pletikosa zu verdanken war. Obwohl er schon für den Kader für die Endrunde nominiert war, konnte er an dieser nicht teilnehmen. Er hatte sich im Training in Lissabon bei einem Rückpass eine Muskelverletzung zugezogen. Für ihn wurde Vladimir Vasilj nachnominiert, sein Vertreter als Stammtorhüter war Tomislav Butina.
2006 nahm er an seiner zweiten Weltmeisterschaft teil. In Deutschland schied seine Mannschaft wieder nach der Vorrunde aus. Dabei absolvierte Pletikosa alle drei Spiele.
Auch bei der EM 2008 in Österreich und der Schweiz war er Stammtorhüter der kroatischen Nationalmannschaft. Nachdem das Team nach Siegen gegen Österreich und Deutschland bereits für das Viertelfinale qualifiziert war, wurde Pletikosa im letzten Gruppenspiel gegen Polen durch Vedran Runje ersetzt. Im Viertelfinale gegen die Türkei stand er dann wieder im Tor. Da er im Elfmeterschießen keinen Elfmeter der Türken halten konnte und drei der vier kroatischen Schützen nicht verwandelten, schied Kroatien aus dem Turnier aus.
Bei der EM 2012 nahm er erneut teil. Er stand in allen drei Vorrundenspielen in der Startelf, konnte das Vorrunden-Aus jedoch nicht verhindern.
Am 6. Februar 2013 absolvierte er, ebenso wie Josip Šimunić und Darijo Srna, beim 4:0 gegen Südkorea sein 100. Länderspiel.
Bei der Fußball-Weltmeisterschaft 2014 absolvierte er seine dritte Weltmeisterschaft. Pletikosa spielte alle drei Vorrundenspiele über die volle Distanz, die Mannschaft verpasste aber wie schon 2002 und 2006 das Achtelfinale. Nach der WM beendete er seine internationale Karriere.

## Erfolge
Titel 
- Kroatischer Meister: 2001
- Kroatischer Pokal: 2000, 2003
- Ukrainischer Meister: 2005
- Ukrainischer Pokal: 2004
- Ukrainischer Supercup: 2005

 Auszeichnungen 
- Kroatiens Fußballer des Jahres: 2002